# Gino Paolo Gori
Gino Paolo Gori (Firenze, 14 dicembre 1911 – Firenze, 10 gennaio 1991) è stato un pittore italiano del XX secolo, neo-impressionista.

## Biografia
Iniziò a dipingere giovanissimo e presto una sua opera venne notata da Beppe Ciardi, che volle conoscere il giovane pittore e lo esortò a continuare su quella strada intuendo le sue grandi potenzialità. La sua prima mostra personale risale al 1932, presso la Società Belle Arti di Firenze, e ottenne il pubblico riconoscimento dei pittori Plinio Nomellini e Luigi Michelacci. Gori non si accontentò di quel primo successo e continuò a studiare pittura iscrivendosi all'Accademia di belle arti di Firenze, sotto la guida di Felice Carena. Nel 1935, con la sua seconda mostra personale alla Galleria Firenze, fu consacrato pittore, oltre che dal pubblico anche dalla critica, che cominciò a seguire con assiduità la sua attività. Dagli anni del dopoguerra, la sua ascesa fu costante, sì da farlo diventare pittore "alla moda". La sua pittura, può inserirsi nel filone Neo-impressionista, e c'è chi lo ha paragonato ad un Renoir italiano. Negli anni cinquanta sono stati molti i suoi soggiorni a Parigi ma la sua attività di artista lo portò spesso anche in Spagna, Grecia, Marocco, Turchia, Egitto e Russia.

I suoi soggetti più famosi sono i cavalli, le carrozzelle fiorentine e gli asinelli (i famosi "ciuchini").

Sarebbe tuttavia riduttivo a volerlo definire solo un pittore animalista. Infatti fu anche un eccellente pittore di nudi, ritratti e di paesaggi e numerose furono le sue mostre personali in Italia. Accademico della Legion d'Oro e dell'Accademia Tiberina. 

### Mostre Personali
- 1932- Società delle Belle Arti - Firenze;
- 1935- Galleria d'Arte Firenze - Firenze;
- 1942- Galleria d'Arte Cigala - Torino;
- 1943-Biblioteca dopolavoro - Prato;
- 1944- Galleria d'Arte Firenze - Firenze;
- 1945- Galleria d'Arte Ballerini - Prato;
- 1946- Galleria Il Cenacolo - Firenze;
- 1948- Galleria Grande - Milano;
- 1949- Accademia Intronati - Siena;
- 1950- Biblioteca Popolare - Signa;
- 1951- Circolo degli Artisti- Firenze;
- 1951- Galleria Fogliato - Torino;
- 1952- Caffè Bacchino - Prato;
- 1953- Ente Turismo - Trapani;
- 1953- Circolo di Pavia - Pavia;
- 1953- Galleria d'Arte Bolzani - Milano;
- 1955- Bottega d'Arte - Livorno;
- 1956- Galleria Ranzini - Milano;
- 1956- Circolo di Pavia - Pavia;
- 1956- Galleria d'Arte Mazzoni - La Spezia;
- 1957- Saletta Bottoni - Torino;
- 1957- Galleria d'Arte Cancelli- Firenze;
- 1957- Galleria d'Arte Pasquini - Lucca;
- 1957- Galleria d'Arte Ciardelli - Pisa;
- 1958- Galleria Ballerini - Prato;
- 1958- Galleria Ranzini - Milano;
- 1959- Galleria d'Arte Cancelli - Firenze;
- 1959- Galleria d'Arte Bottoni -Torino;
- 1960- Galleria Regie Santiano - Pinerolo;
- 1960- Circolo Stanze Olivieri - Montevarchi;
- 1961- Galleria d'Arte Cancelli - Firenze;
- 1961- Galleria Giorgio Vasari - Arezzo;
- 1962- Circolo Stanze Olivieri - Montevarchi;
- 1963- Galleria Palazzo Vecchio - Firenze;
- 1963- Galleria d'Arte Bottoni -Torino;
- 1964- Galleria Giorgio Vasari - Arezzo;
- 1964- Galleria Bolzani - Milano;
- 1965- Saletta Gonnelli - Firenze;
- 1965- Galleria Nuovo Aminta - Siena;
- 1966- Galleria Studio Artecasa - Pisa;
- 1967- Galleria d'Arte Bottoni -Torino;
- 1968- Saletta Gonnelli - Firenze;
- 1969- Galleria d'Arte Bolzani - Milano;
- 1970- Saletta Gonnelli - Firenze;
- 1970- Club Sesto Miglio - Sesto Fiorentino;
- 1970- Galleria d'Arte San Michele - Brescia;
- 1971- Cofat  -Antologica 1931-1971 - Firenze;
- 1972- Galleria d'Arte A.Galeasso - Alba;
- 1973- Galleria d'Arte Canci - Lerici (Sp);
- 1973- Galleria Hashimoto - Tokyo;
- 1976- Galleria 38- Grosseto;
- 1976- Galleria d'Arte Canci -  Lerici (Sp);
- 1977- Galleria Guelfa-50 anni nell'arte. Mostra antologica - Firenze;

La sua Bibliografia è vasta.  Si trova in tutte le maggiori enciclopedie, annuari e cataloghi d'arte del 1900.
Membro dell'Accademia Tiberina e della Unione della Legion d'Oro.
Nel 1970 in Campidoglio, riceve il Premio  “Medaglia d'oro” per la Cultura Europea.
Sue opere si trovano in collezioni private in Italia, Giappone, Francia, Belgio, Germania, Spagna, U.S.A, Messico,
Inghilterra. E nel Museo Naradowe di Cracovia, alla Casa dell'Amicizia di Mosca, e al Consolato Italiano in Spagna.

### Mostre Antologiche
- 1971 - Sala Commercianti - Antologica 1931-1971 - Firenze
- 1977 - Galleria Guelfa - 50 anni nell'arte. Mostra antologica. Firenze

### Mostre retrospettive
- 1992 - Chiostro di San Marco - Firenze opere 1929-1990
- 1994 - Parterre-Firenze I Gori: tre generazioni nella pittura
- 2014 - Sala dell'Accademia delle Arti del Disegno - Firenze  Tra l'impressione e la macchia Opere dal 1927 al 1989

## Premi
- Premio Europa 1970